# Sergueï Aksionov
Pour les articles homonymes, voir Axionov.
Sergueï Valerievitch Aksionov (russe : Сергей Валерьевич Аксёнов), né le 26 novembre 1972 à Bălți (Beltsy), dans la République socialiste soviétique moldave de l'ancienne URSS, est une personnalité politique russe proclamée chef de la république de Crimée, à la suite d'un vote au conseil suprême de Crimée.

## Biographie
D'ethnie russe et russophone, son père Valeri Axionov a été vice-président du Comité russe de la Moldavie du Nord, une association de défense des droits de la minorité russe qui prit une part active dans la sécession de la Transnistrie, où il a vécu jusqu'en 2006.
En 1989, Sergueï Axionov quitte la Transnistrie pour s'installer en Crimée. Il entre à l'École supérieure du génie militaire de Simféropol dont il sort diplômé en 1993. Il est ensuite directeur adjoint de la coopérative « Ellada » et commercialise des produits alimentaires, jusqu'en 1998. Il monte ensuite sa propre affaire commerciale. À partir de 2001 jusqu'à 2014, il est directeur adjoint de la firme commerciale « Escada ».
Il entre en politique vers 2007 et déclare peu après: « je considère qu'il y a aussi dans le bloc de Ioulia Tymochenko des représentants de forces saines en faveur de la Crimée. Nous nous efforçons de mener des pourparlers avec tous ceux qui ont l'intention d'effectuer un travail constructif pour le futur du parlement. ».
Il devient leader du parti unioniste ukrainien « Unité russe (en) » qui recueille 4,02% des suffrages lors des élections de 2010 du conseil suprême de Crimée et s'oppose à la corruption constatée autour des cercles présidentiels, ainsi que celle des représentants du pouvoir en Crimée. Il dénonce la corruption, comme celle du maire de Simféropol, Guennadi Babenko, qui aurait donné à l'ex-président Viktor Ianoukovytch les clefs d'un golf de 735 000 dollars, ou celle du député criméen Alexandre Melnik. Il pose également la question de savoir ce qui a été fait de la première tranche d'aide à l'Ukraine de 2 milliards de dollars versée par la Russie.
Sergueï Axionov est nommé Premier ministre de la Crimée le 27 février 2014. Ce jour-là, en réponse à la destitution du président de l'Ukraine Viktor Ianoukovytch à la suite de la révolution du Maïdan, un groupe d’hommes armés  s'empare du Parlement de Crimée. Ces militaires non identifiés sont supervisés par un groupe de députés du conseil qui vote la défiance du précédent gouvernement avant d'élire Sergueï Axionov comme nouveau Premier ministre, après la destitution d'Anatoli Moguiliov, soutien de Viktor Ianoukovitch. Le drapeau de la Russie remplace celui de l'Ukraine sur l'édifice public et la première déclaration du nouveau Premier ministre est l'annonce de l'organisation d'un référendum sur la souveraineté étatique de la Crimée et un appel à l'aide à la Russie pour que le maintien de l'ordre soit assuré par l'armée russe.
Ce référendum est considéré comme anticonstitutionnel par le président par intérim de l'Ukraine, Oleksandr Tourtchynov et son gouvernement, ainsi que par douze pays du Conseil de sécurité des Nations unies.
Le premier acte officiel d'importance qu'il signe est le 5 mars 2014 un accord de coopération économique avec le Tatarstan au cours de la visite de Roustam Minnikhanov, président de la république du Tatarstan.
Il signe le rattachement de la Crimée à la fédération de Russie, à la salle Saint-Georges du Kremlin, le 18 mars 2014 lors d'une cérémonie solennelle en présence des officiels de l'appareil d'État; les cosignataires sont, outre le président Vladimir Poutine, Vladimir Konstantinov (en) et Alexeï Tchaly. Le 14 avril suivant, il est nommé « gouverneur de la République de Crimée par intérim » par décret de Vladimir Poutine.
Le 14 septembre 2014, des élections législatives sont organisées. Elles sont remportées par Russie unie, dont fait désormais partie Axionov. Celui-ci est alors confirmé dans ses fonctions par la Rada, devenue entretemps le Conseil d'État, le 9 octobre 2014.

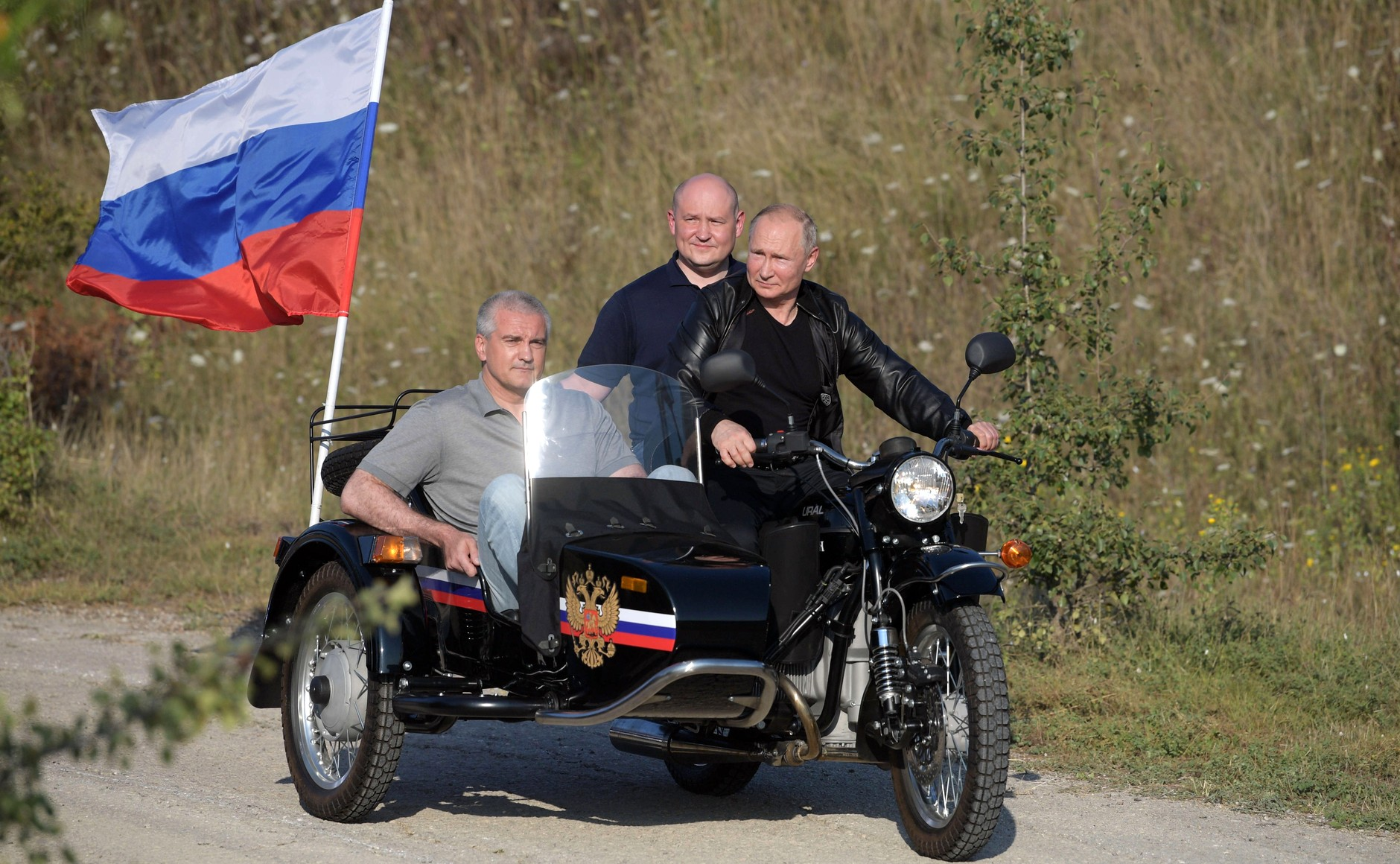
Vladimir Poutine conduisant Sergueï Aksionov et Mikhail Razvojayev, gouverneur de Crimée, en 2019.

Il est inscrit le 17 mars 2014 sur la liste des personnes visées à l'article 2 du règlement n°269/2014 du Conseil européen concernant des mesures restrictives eu égard aux actions compromettant ou menaçant l'intégrité territoriale, la souveraineté et l'indépendance de l'Ukraine.

## Vie privée
Il est marié et père d'un fils et d'une fille.

## Allégations de liens avec le crime organisé
Selon diverses sources,,, dans le milieu des années 90, sous le surnom de « Gobelin », Axionov aurait été lieutenant, ou chef de brigade, du groupe mafieux Salem. En 2010, Axionov fait un procès à Mikhaïl Bacharev, alors vice-président du Parlement de Crimée, pour avoir fait de telles déclarations. Axionov a d'abord remporté son procès, puis l'a finalement perdu en appel.